# Вилард (Охајо)
Вилард (енгл. Willard) град је у америчкој савезној држави Охајо.

## Демографија
По попису из 2010. године број становника је 6.236, што је 570 (-8,4%) становника мање него 2000. године.
| Група             | 2000.         | 2010.         |
| Белци             | 5.751 (84,5%) | 4.852 (77,8%) |
| Афроамериканци    | 105 (1,5%)    | 110 (1,8%)    |
| Азијати           | 21 (0,3%)     | 15 (0,2%)     |
| Хиспаноамериканци | 849 (12,5%)   | 1.177 (18,9%) |
| Укупно            | 6.806         | 6.236         |